# Absolon
Absolon és una pel·lícula policíaca de ciència-ficció canadenco-britànica dirigida per David DeBartolomé, estrenada l'any 2003. Va ser difosa a la televisió als Estats Units el 23 d'agost de 2003 a Sci Fi Channel. Ha estat doblada al català.

## Argument
Un virus ha infectat el conjunt dels humans l'any 2010 i matat el 80 % de la població mundial. No es coneix cap remei, però es descobrix un medicament de nom Absolon que permet a la gent sobreviure malgrat la malaltia. Desgraciadament, aquest medicament no destrueix el virus i tots han de prendre'l de forma permanent amb la finalitat de sobreviure. A més, aquest medicament ha estat desenvolupat per una companyia privada que es beneficia d'un dret de monopoli gràcies a la seva patent.
La història comença quan un científic que treballa en una vacuna que ha d'erradicar aquest virus és trobat assassinat i l'inspector Norman Scott s'encarrega de portar una investigació. No trigarà a trobar-se al mig d'un complot infernal en el qual serà ajudat per la doctora Clara Whittaker.

## Repartiment
- Christophe Lambert: detectiu Norman Scott
- Lou Diamond Phillips: agent Walters
- Kelly Brook: Dra. Clara Whittaker
- Ron Perlman: Murchison
- Roberta Angelica: detectiu Ruth Bryant
- Neville Edwards: Harris
- Tre Smith: Vasquez
- James Kidnie: Doc
- Topaz Hasfal-Schou: agent Davis
- Christopher Redman: Daniel Haywood
- Stewart Arnott: Dr. John Stewart